# Иссык-Куль
Иссы́к-Ку́ль (кирг. Ысык-Көл — «горячее озеро») — бессточное озеро в Кыргызстане. Входит в 30 крупнейших по площади озёр мира и занимает седьмое место в списке самых глубоких озёр. Расположено в северо-восточной части республики, между хребтами Северного Тянь-Шаня: Кюнгёй-Ала-Тоо и Терскей Ала-Тоо, на высоте 1608 метров над уровнем моря.
Высота над уровнем моря — 1609 м.
Озеро и его окрестности с 2001 года включены во всемирную сеть биосферных заповедников (азиатско-тихоокеанская часть); в Рамсарском списке водно-болотных угодий с 1976 года.

## Этимология
Название озера в переводе с киргизского языка означает «горячее (тёплое) озеро», поскольку озеро зимой не замерзает. Мягкие зимы котловины, запасы тепла в огромной толще воды и солёность озера не дают ему покрываться льдом. Географ и топонимист Эдуард Мурзаев сравнивает это название с хакасским ызык, ызых; по его мнению, представление о святости озера и почтительное отношение к нему со стороны киргизов уходят корнями в далёкое прошлое и сохраняются по сей день.
Для периода Джунгарского ханства зафиксировано монгольское наименование озера в форме Тэмиртунор (Ч. Ч. Валиханов упоминает озеро под этим названием для периода 1756 года).

## Гидрологический режим

Карта Иссык-Кульской котловины

Озеро бессточное, в него впадает до 80 сравнительно небольших притоков. Реки полноводны в конце весны и летом. Из них наибольшими являются Тюп и Джергалан, впадающие с востока. Питание рек смешанное, с преобладанием талого стока — снегового и ледникового. В западной части к озеру очень близко подходит река Чу, которая по протоке Кутемалды длиной в шесть километров иногда отдаёт ему часть своих вод во время весенних половодий. Уровень воды в Иссык-Куле циклически меняется (то поднимается, то опускается); цикл происходит в течение нескольких десятилетий. Вода голубого цвета, солоноватая (минерализация — 5,8—5,9 ‰). Прозрачность до 20 метров летом и 47 метров зимой.
Период водообмена озера более 300 лет. В течение последних 200 лет уровень озера понижается. Годовая амплитуда колебаний уровня 10—50 сантиметров. Наиболее низкие уровни отмечаются в феврале — марте, высокие — в августе — сентябре.
Объём воды равен 1738 км³, площадь зеркала воды — 6236 км², средняя глубина — 278 метров, наибольшая же глубина почти в 2,5 раза больше и равняется 668 метрам (по устаревшим данным — 702 метрам). Протяжённость Иссык-Куля с запада на восток равна 182 километрам, с юга на север — 58 километрам.
Берега расчленены слабо — всего около 20 заливов и бухт. Наиболее значительные заливы: Рыбачий, Джергаланский (Пржевальского), Тюпский и Покровский. Протяжённость береговой линии — 688 километров, преобладают песчаные берега, распространены также илистые и галечные. Дно сложено преимущественно глинами и чёрными илами.
Вода непригодна для питья и орошения. Хлоридно-сульфатно-натриевая; летом наблюдаются кристаллизация и осаждение СаСО3. Водные массы хорошо насыщены растворённым кислородом. Благодаря фотосинтезу фитопланктона летом на глубине 40 метров и более вода перенасыщена кислородом (иногда до 128 %). Имеются лечебные грязи.

## Климат

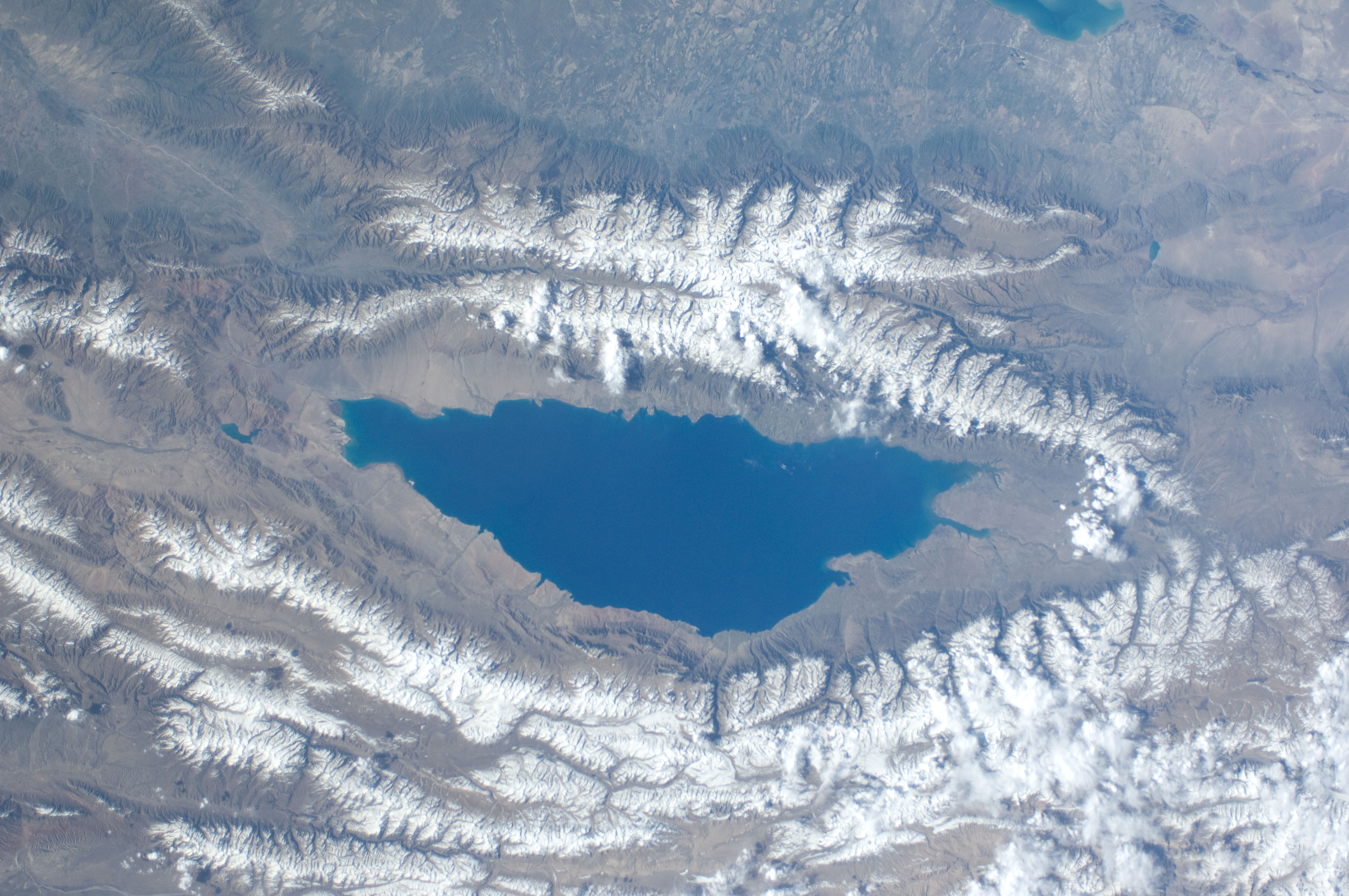
Спутниковый снимок NASA

Климат побережья — умеренный континентальный, тёплый и сухой. Средняя температура января: Тамга −2 °C, Чолпон-Ата −3 °C, Каракол −6 °C.
Средняя температура июля — 17 °C. Преобладающая температура воздуха днём в летние месяцы 20—23 °C, в отдельные дни воздух прогревается до 25 °C, а иногда и до 28 °C. Довольно часто наблюдаются грозы (в июне и июле по 9—10 дней в месяц, в среднем за год в районе Чолпон-Аты 46 дней). Средние температуры воды на поверхности в июле — августе 19,5—20,2 °C, в январе — феврале 4,1—4,8 °C. Лёд образуется только в заливах в холодные зимы. На глубине свыше 100 метров в течение всего года менее 5,5 °C.
Среднегодовое количество осадков около 250 миллиметров. Количество осадков минимально на западном берегу озера и максимально в восточной части котловины. Среднегодовое испарение с поверхности — 625—710 миллиметров.
Количество часов солнечного сияния составляет 2700 часов.
Часты сильные ветры (до 30—40 м/с), вызывающие внезапные штормы. В центральной части озера возникают водяные смерчи. Высота ветровых волн 3,5—4 метра.

## История исследования
Первое упоминание об Иссык-Куле встречается в китайских летописях конца II века до нашей эры, где оно называется Же-Хай, что означает «тёплое море». Научное изучение озера, однако, началось только в XIX веке российскими учёными, в том числе и Николаем Пржевальским, завещавшим похоронить себя на берегу Иссык-Куля.
Учёный, офицер, путешественник, исследователь Александр Голубев с 1859 по 1864 год был первым из европейских учёных, кто занялся астрономическими определениями в окрестностях озера Иссык-Куль. Постепенно продвигаясь вдоль берега озера, Голубев точно определил географические координаты основных пунктов.
В 2006 году на дне озера археологическая экспедиция Кыргызско-Российского Славянского университета, работавшая под руководством вице-президента Академии наук Кыргызстана Владимира Плоских, открыла неизвестную древнюю цивилизацию, существовавшую 2,5 тысячи лет назад.

## Флора и фауна
Растительность у побережья Иссык-Куля довольно бедная, полупустынная. Близ озера растёт по преимуществу облепиха крушиновидная (Hippophaë rhamnoides).
Древесная растительность представлена в основном горными лесами из ели Шренка. Еловые леса распространены преимущественно выше на северо-восточных склонах гор, окаймляющих озеро Иссык-Куль. На высоте свыше 2500 м широко представлены формации горных лугов — субальпийских и альпийских.
В заливах до глубины 35—40 метров почти сплошной покров харовых водорослей и рдестов.
В озере насчитывается 21 вид рыб, относящихся к пяти семействам. Из них 14 видов являются эндемиками, а остальные виды были завезены из других водоёмов. Акклиматизированы ишхан (форель из озера Севан в Армении), судак, лещ, карп.
Около 90 % от общей биомассы рыб составляет иссык-кульский чебачок (Leuciscus bergi Kashkarov, 1925).
В заливах и на западе озера ежегодно зимуют 20—65 тысяч птиц (гоголи, кряквы, лебеди, лысухи, нырки). В 1948 году для охраны птиц организован Иссык-Кульский заповедник.

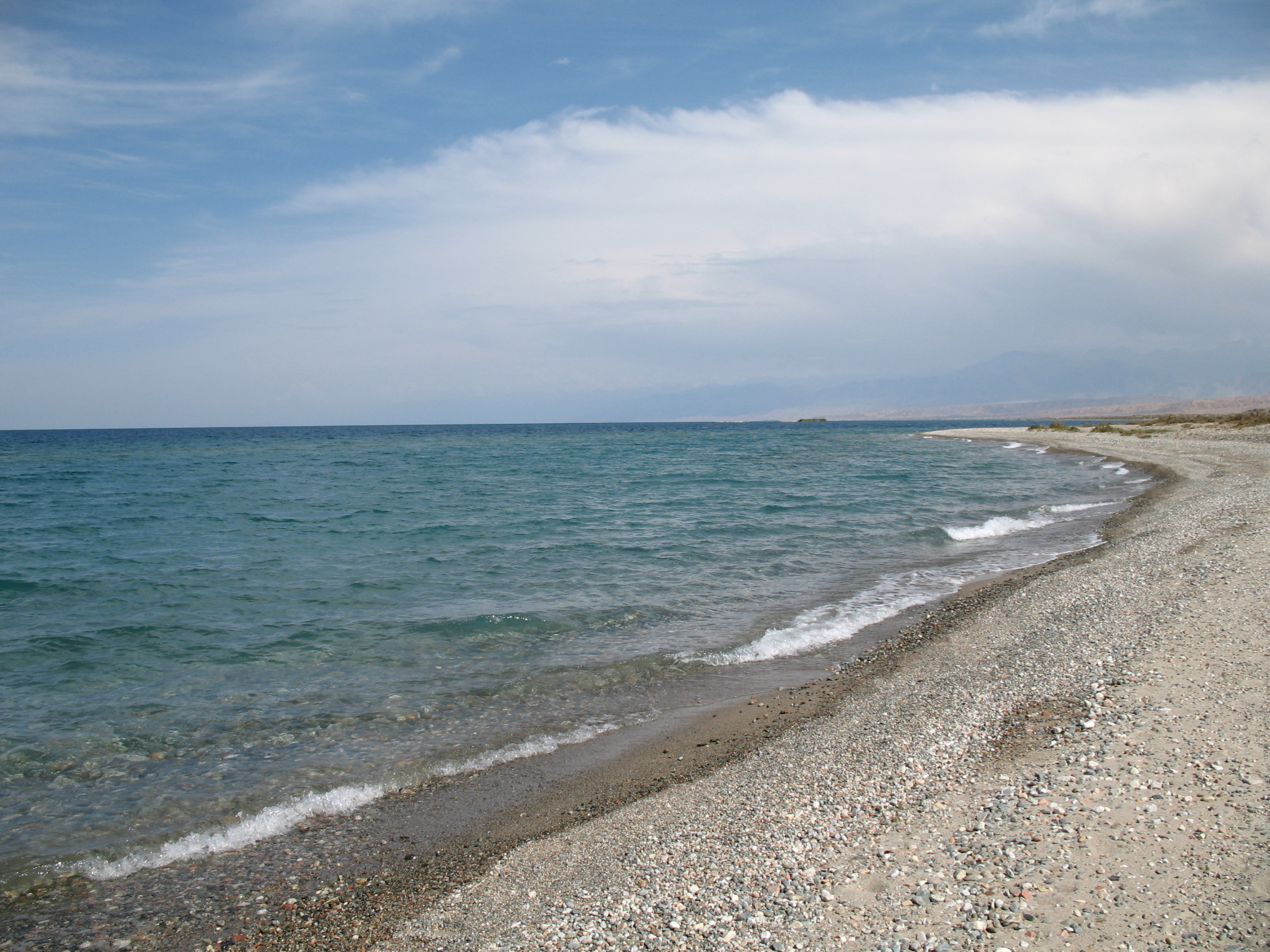
Южный берег Иссык-Куля (2006 год)

## Туризм
Редкое сочетание морского и горного климата привлекает многочисленных отдыхающих и туристов. По всему побережью — многочисленные пансионаты и дома отдыха. Озеро Иссык-Куль является главным источником доходов от туризма в Кыргызстане. Тем не менее на побережье озера Иссык-Куль до сих пор немало неосвоенных мест, на месте которых постепенно появляются новые места отдыха.
Самые популярные среди туристов места на озере Иссык-Куль — города Чолпон-Ата и Каракол, курортные сёла Бостери, Сары-Ой, Чок-Тал, Булан-Сёгёттю, Чон-Сары-Ой, Тамчы, а также ущелья Барскоон, Джети-Огуз, Григорьевское и Семёновское.
Пляжный туризм сосредоточен главным образом от села Тамчы до села Корумду северного побережья. Сезон длится с середины июня до конца августа.
В последние годы на берегу Иссык-Куля проходит международный фестиваль музыки и искусств Kol Fest, на котором в разное время выступали такие музыканты и диджеи, как Vee Mukarati, Александр Попов, Flyin Up и другие.

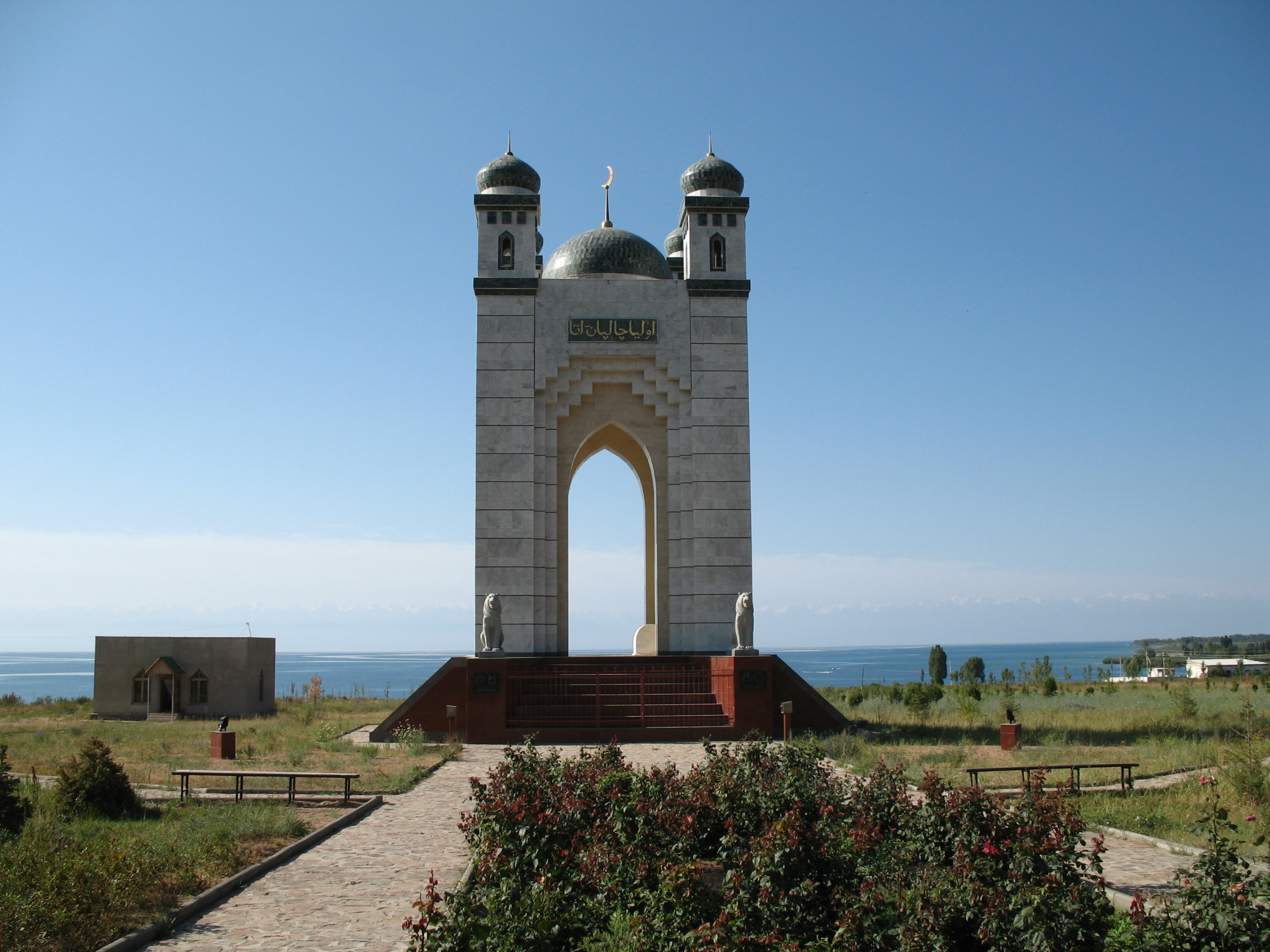
Монумент поблизости от Чолпон-Аты (2006 год)

## Транспорт
Развито грузо-пассажирское судоходство. Основные порты — Иссык-Куль (Балыкчы) и Пристань-Пржевальск.
У села Тамчы Иссык-Кульской области расположен международный аэропорт «Иссык-Куль». Аэропорты есть также в городах Каракол (временно не работает) и Чолпон-Ата (заброшен).

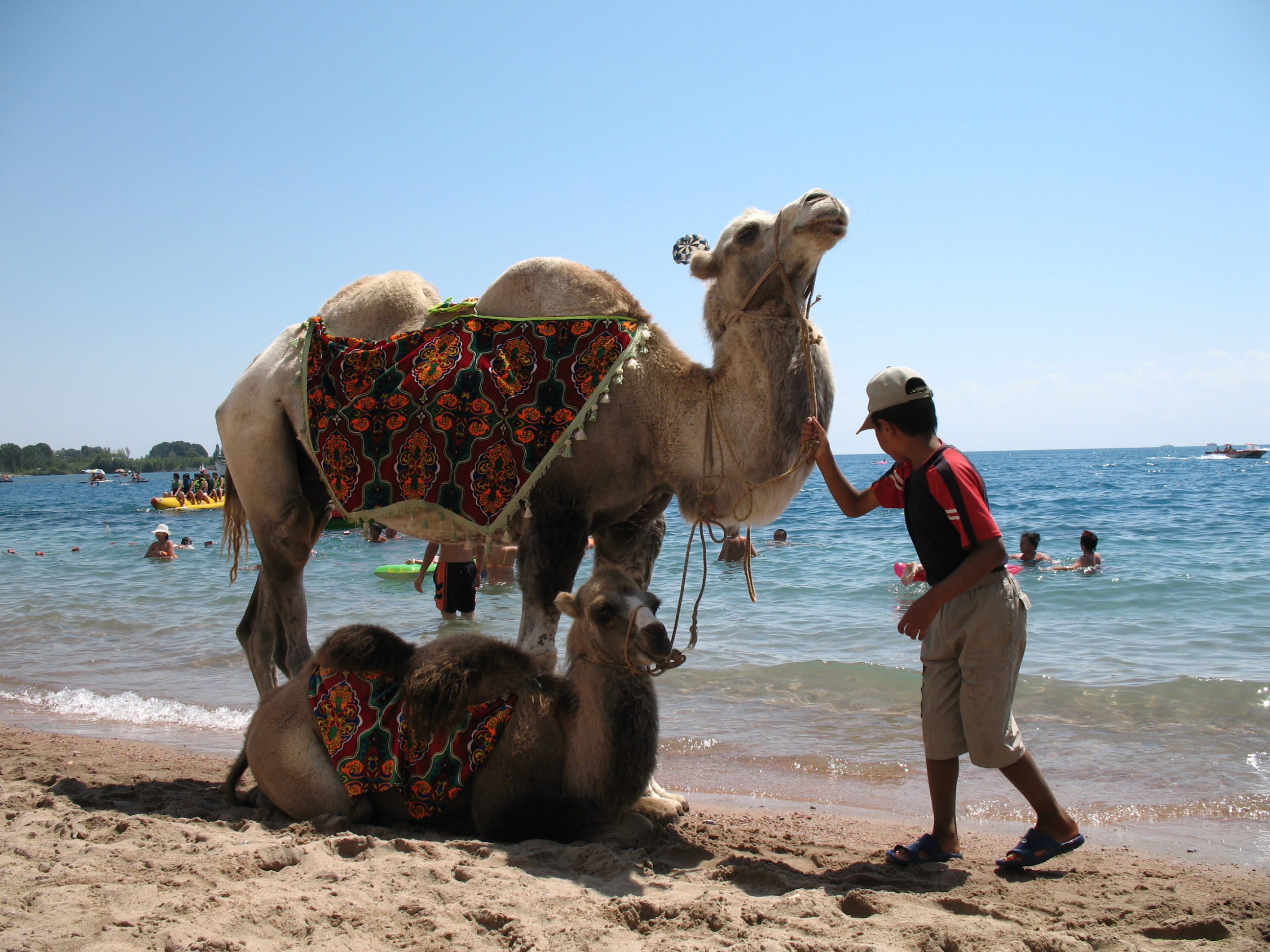
Фотограф с верблюдом на пляже (2006 год)

## Экология
Экологическая обстановка в общем благоприятна. В районе озера нет крупных промышленных загрязняющих предприятий.
Летом 1998 года при перевозке ядовитых веществ в результате аварии в один из притоков озера — реку Барскаун — попало, по разным данным, от 0,5 до 1,7 т цианида натрия. Каждый год на месте аварии проводится мониторинг, и показатели свидетельствуют, что угрозы для жизни нет.

## Испытания
Во времена СССР в озере проводились испытания подводного вооружения. Испытательная база «Каракол» ВМФ России существует и в настоящее время (2017 год).
Также, в своё время, на берегу озера проходили испытания самолёта Ан-10, в которых принимал участие конструктор О. К. Антонов. В частности, проверялась возможность посадки тяжёлого самолёта на грунтовую (в данном случае — галечную) полосу. Посадки, среди прочего, проводились и с имитацией отказа двигателя. Более подробно это было описано в книге знаменитого конструктора.

## Легенды

### Легенда о мощах апостола Матфея
С озером связано много легенд. Одна из них гласит, что близ северного берега находится затопленный армянский монастырь, где находятся мощи апостола Матфея. К примеру, на так называемой Каталонской карте мира, датированной 1375 годом, на северном берегу озера Иссык-Куль изображено здание с крестом, а рядом имеется надпись: «Место, называемое Иссык-Куль. В этом месте монастырь братьев армянских, где пребывает тело святого Матфея, Апостола и Евангелиста».

### Легенда о Тамерлане

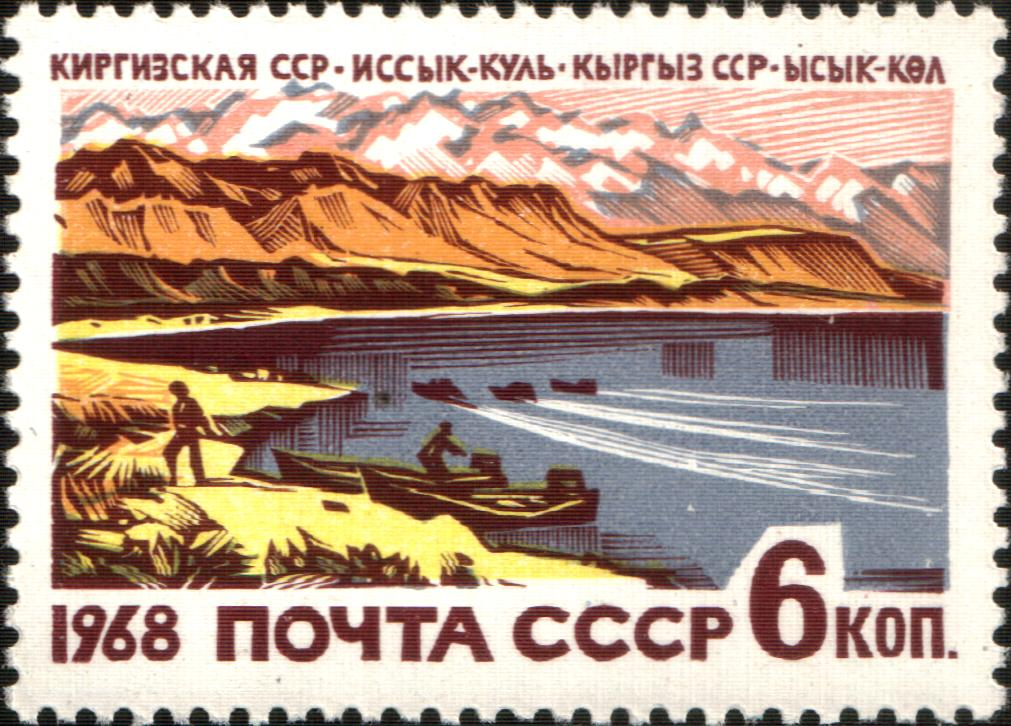
Марка СССР: Озеро Иссык-Куль (Кыргызстан). Серия: Курорты СССР

Тамерлан появлялся на берегах Иссык-Куля по крайней мере трижды — в 1376, 1389 и 1392 годах. Долго и безуспешно пытался он подчинить местные племена, но кончались все походы одним и тем же: при приближении войск племена откочёвывали, когда же войска покидали страну, племена опять возвращались.
Отправляясь в очередной поход, пришёл Тамерлан на берега Иссык-Куля. И повелел Тамерлан своим воинам взять каждому по камню и кинуть их в одну кучу. И сложилась из тех камней высокая гора. Когда же войска возвращались из похода, захотелось ему узнать, сколько воинов у него осталось. Приказал Тамерлан оставшимся воинам забрать по камню из первой кучи и сложить рядом вторую и опечалился, ибо оказалась вторая гора куда меньше первой, а каменная куча и название Санташ («счётные камни») остались — так называется перевал немного восточнее Иссык-Куля.
В советское время археологи исследовали курганы на перевале и оказалось, что один из курганов представляет собой могильник, относящийся к сако-усуньскому периоду.

## В литературе и кино
- Ильф и Петров — роман «Золотой телёнок» (1931).
- Е. А. Попов — Тайна озера Иссык-Куль (1959), фантастическая повесть.
- Действие повести Ч. Т. Айтматова «Белый пароход» происходит на берегу озера Иссык-Куль.
- Повесть А. Сытина «Контрабандисты Тянь-Шаня» и её экранизация «Алые маки Иссык-Куля» (1972).
- Фильм «Иссык-Кульский бешбармак» (сериал «Гаишники», 11 серия).
- Песня творческого дуэта бардов Алексея Иващенко и Георгия Васильева («Иваси») «Дождь над Иссык-кулем».
- Ирина Дедюхова. "Звезды над Иссык-Кулем", подростковая пьеса.